# Stefano Coletti

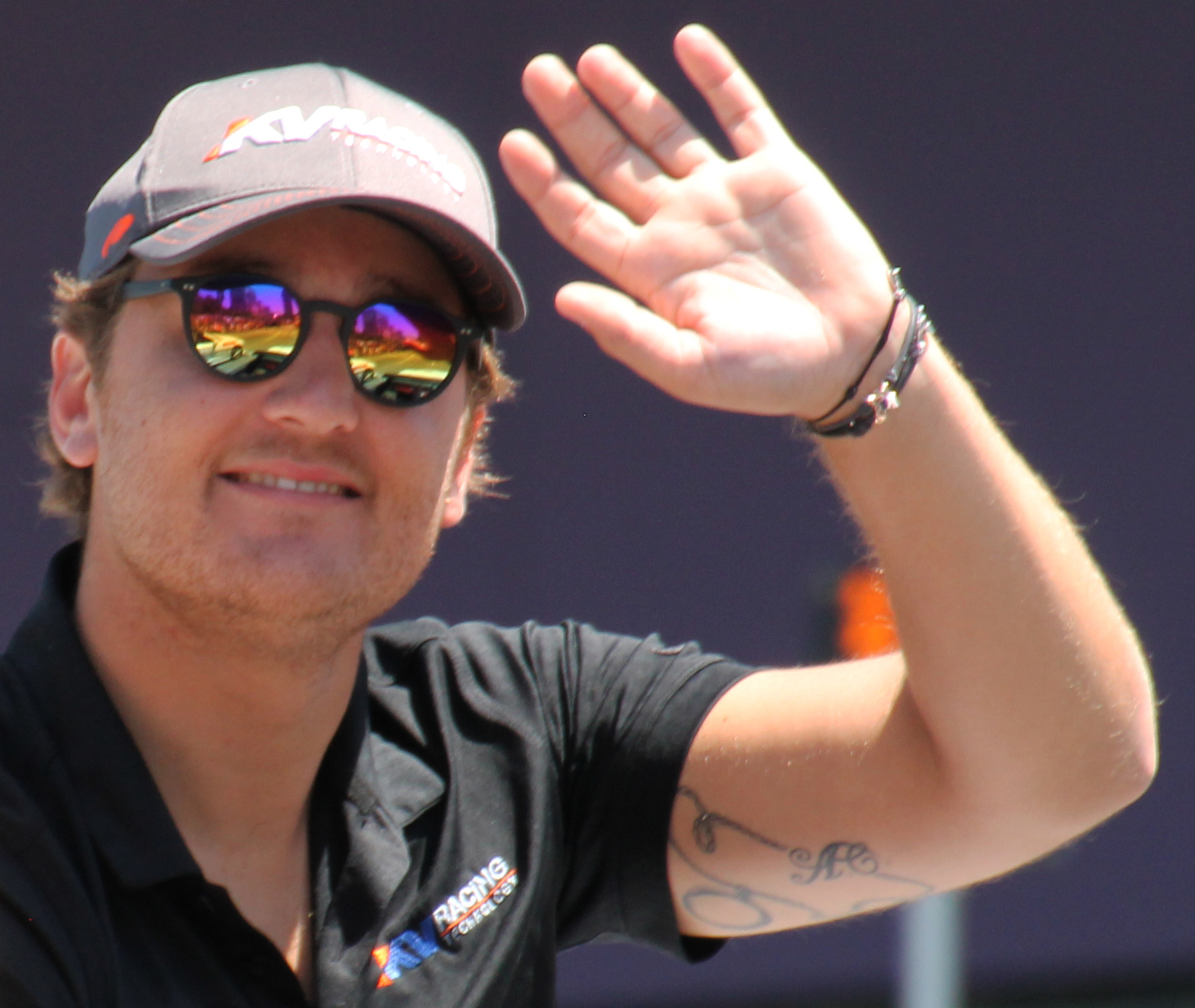
Stefano Coletti 2015

Stefano Coletti (* 6. April 1989 in Monte Carlo) ist ein ehemaliger monegassischer Automobilrennfahrer. Er startete 2009 und von 2011 bis 2014 in der GP2-Serie. 2015 fuhr er in der IndyCar Series. 2017 trat er erneut in der GP2-Serie an, welche nun unter dem Namen FIA-Formel-2-Meisterschaft lief.
Er ist der Bruder der Skirennläuferin Alexandra Coletti.

## Karriere
Von 2000 bis 2004 war Coletti im Kartsport aktiv und gab 2005 in der deutschen Formel BMW sein Debüt im Formelsport. Coletti belegte den 18. Platz im Gesamtklassement. Ein weiteres Jahr blieb er in dieser Serie und wurde Siebter in der Gesamtwertung. Außerdem bestritt er einige Rennen im Formel Renault 2.0 Eurocup und der US-amerikanischen Formel BMW, wo er den fünften Meisterschaftsplatz erreichte. Beim Weltfinale der Formel BWM wurde er Dritter. 2007 war Coletti hauptsächlich im Formel Renault 2.0 Eurocup aktiv und wurde Vierter im Gesamtklassement. Zusätzlich startete Coletti in der italienischen Formel Renault.

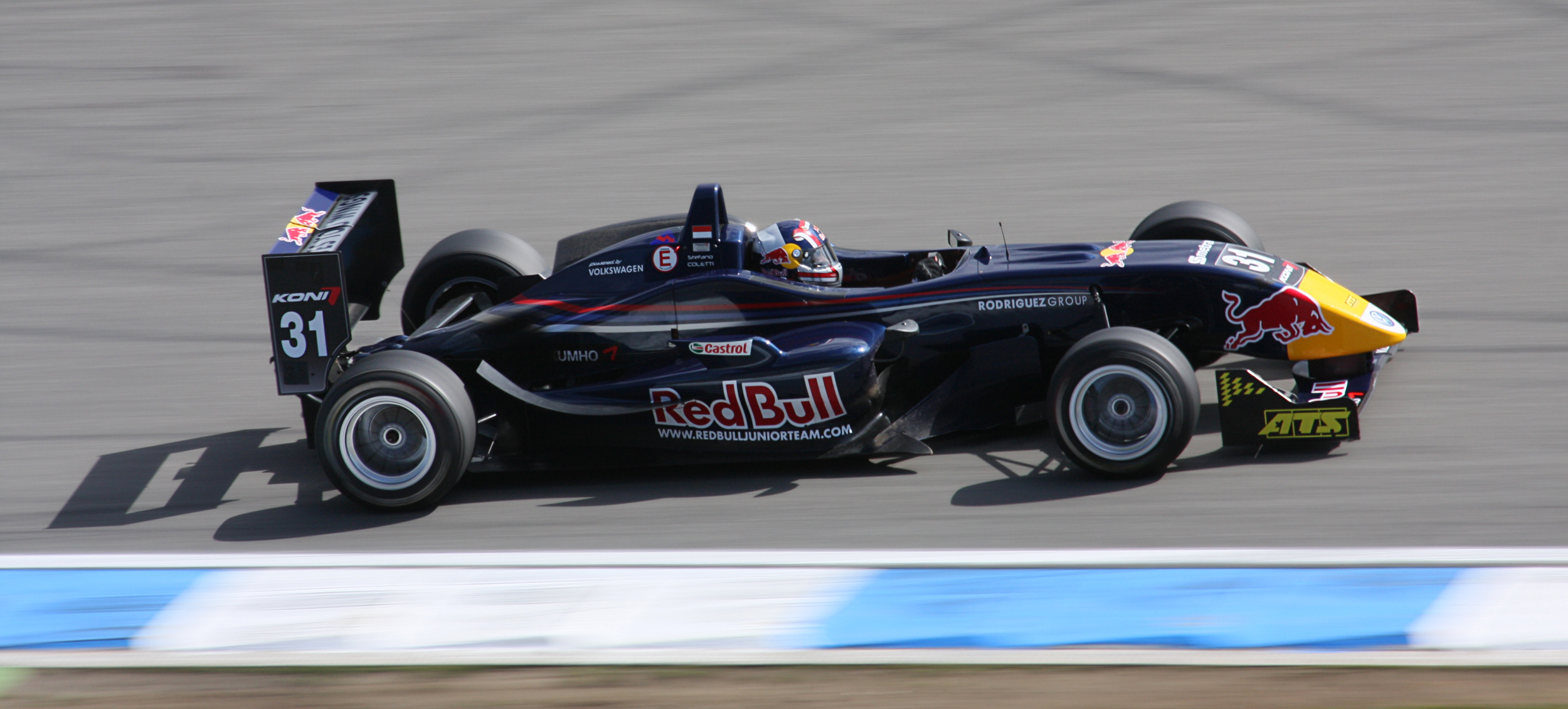
Coletti in der Formel-3-Euroserie-Saison 2008 auf dem Hockenheimring.

2008 wechselte Coletti zu Signature-Plus in die Formel-3-Euroserie. Nach nur zwei Rennwochenende verließ er das Team, nachdem Red Bull die Förderung von ihm eingestellt hatte. Nach einem Rennwochenende Pause wechselte Coletti zum Prema Powerteam, für die er die restlichen Saisonrennen bestritt. In der Gesamtwertung belegte Coletti, der bei drei Rennen Punkte holte, den 20. Platz. In der Saison 2009 blieb Coletti in der Formel-3-Euroserie beim Prema Powerteam und gewann bereits beim ersten Saisonrennen in Hockenheim sein erstes Rennen in dieser Meisterschaft. Beim Rennen am Norisring sorgte Coletti für einen Skandal: Nach knapp der Hälfte der Renndistanz lag Coletti hinter Jules Bianchi und Alexander Sims auf Position drei, als das Rennen wegen starken Regens unterbrochen werden musste. Auf Grund des 40-Minuten-Zeitlimits konnte nach dem Neustart nur noch eine Runde hinter dem Safety Car gefahren werden. Nach Rennende warf Coletti dem siegreichen Team ART Grand Prix vor, sich beim Reifenwechsel absichtlich viel Zeit gelassen zu haben, um nach dem Neustart möglichst wenig Runden bestreiten zu müssen. Als sich Bianchi und Coletti nach der Siegerehrung auf dem Weg ins Fahrerlager trafen, schlug Coletti Bianchi mit der Faust ins Gesicht. Coletti wurde daraufhin vom Rennwochenende ausgeschlossen und sein dritter Platz aberkannt.
Im August 2009 debütierte Coletti auf dem Valencia Street Circuit in der GP2-Serie und ersetzte Davide Valsecchi bei Durango. Bei seinem zweiten Rennwochenende in Spa-Francorchamps hatte Coletti einen schweren Unfall in der Eau Rouge und konnte daher nicht am Sprintrennen und am Rennwochenende in Monza teilnehmen. Außerdem musste Coletti wegen seiner Verletzung auf ein Rennwochenende der Formel-3-Euroserie verzichten. Am Saisonende belegte er den zehnten Gesamtrang in der Formel-3-Euroserie und den 25. Gesamtrang in der GP2-Serie. Nachdem er bereits 2009 an einem Rennen der Formel Renault 3.5 teilgenommen hatte, entschied sich Coletti 2010 für ein Engagement bei Comtec Racing in dieser Serie. Mit einem zweiten Platz als bestes Resultat den sechsten Gesamtrang. Parallel trat er in der GP3-Serie für Tech 1 Racing an. Er stieg zum zweiten Rennwochenende der Saison 2010 in die Serie ein und wurde mit zwei dritten Plätzen Neunter im Gesamtklassement. Außerdem startete er bei einem Rennwochenende der Auto GP.
2011 ging Coletti für Trident Racing in der GP2-Serie und in der GP2-Asia-Serie an den Start. In der GP2-Asia-Serie beendete er die Saison mit einem Sieg auf dem vierten Gesamtrang. In der GP2-Serie gelang ihm bereits beim Saisonauftakt in Istanbul sein erster GP2-Sieg. Auf dem Hungaroring gelang es ihm, von Platz 21 startend das Sprintrennen zu gewinnen. Er setzte bei dem durch wechselnde Wetterbedingungen geprägte Rennen auf die passende Strategie. Ein Rennen später in Spa-Francorchamps hatte Coletti – wie zwei Jahre zuvor auf dieser Strecke – einen schweren Unfall. Im Regen übersah er, dass der vor ihm fahrenden Michail Aljoschin wegen Motorproblem verlangsamte, und fuhr auf ihm auf. Dabei hob sein Auto ab und schlug auf dem Asphalt auf. Dabei brach er sich zwei Rückenwirbel. Durch diese Verletzung wurde seine Saison vorzeitig beendet. In der Gesamtwertung belegte er den elften Platz. Nach der Saison nahm er für die Scuderia Coloni am GP2 Final 2011, das er auf dem 13. Rang abschloss, teil. Danach debütierte er bei Testfahrten für die Scuderia Toro Rosso im Formel-1-Auto.
2012 begann Coletti die GP2-Saison für Coloni. Bei den ersten zehn Veranstaltungen erzielte Coletti einen dritten Platz als bestes Resultat. Da die zum Saisonbeginn gesetzten Erwartungen nicht erfüllt wurden, trennten sich Coloni und Coletti vor den letzten zwei Rennwochenenden. Coletti erhielt für diese zwei Veranstaltungen ein Cockpit bei Rapax. Es gelang ihm dabei, in drei von vier Rennen Punkte einzufahren. In der Fahrerwertung wurde Coletti 13. Da Coletti und Rapax bei den vier Rennen feststellten, dass die Zusammenarbeit gut funktionierte, erhielt Coletti bereits im Oktober 2012 bei Rapax einen Vertrag für die GP2-Serie 2013. Beim Saisonauftakt in Sepang erzielte er die Pole-Position, einen dritten Platz im Haupt- und einen Sieg im Sprintrennen. Nachdem er in as-Sachir als Zweiter und Dritter auf dem Podest gestanden war, gewann er bei den nächsten Veranstaltungen in Barcelona und Monte Carlo das Sprintrennen. Mit seinem Sieg in Monte Carlo erzielte zum ersten Mal sein 82 Jahren ein Monegasse einen Heimsieg auf der Rennstrecke. Zuletzt war Louis Chiron beim Großen Preis von Monaco 1931 siegreich. Im restlichen Saisonverlauf erzielte er nur bei einem Rennen als Dritter Punkte. Dennoch reichte sein Punktevorsprung, um die Gesamtwertung für vier weitere Rennwochenende anzuführen. Coletti schloss die Saison schließlich als Fünfter ab. Mit 135 zu 20 Punkten setzte er sich intern deutlich gegen Simon Trummer durch. Darüber hinaus nahm er an einer Veranstaltung der europäischen Formel-3-Meisterschaft und dem Macau Grand Prix teil.
2014 wechselte Coletti innerhalb der GP2-Serie zu Racing Engineering. In Hockenheim und auf der Yas-Insel gewann er das Sprintrennen. Er setzte sich mit 136 zu 74 Punkten intern gegen Raffaele Marciello durch und lag am Saisonende auf dem sechsten Gesamtrang. Darüber hinaus nahm Coletti erneut an einer Veranstaltung der europäischen Formel-3-Meisterschaft sowie dem Macau Grand Prix teil.
2015 verließ Coletti die GP2-Serie und wechselte nach Nordamerika in die IndyCar Series zu KV Racing Technology. Ein achter Platz beim Angie’s List Grand Prix of Indianapolis war seine einzige Platzierung in den Top 10. Er beendete die Saison auf dem 19. Gesamtrang. Intern unterlag er Sébastien Bourdais mit 203 zu 406 Punkten deutlich.
2017 kehrte Coletti in die GP2-Serie zurück, welche nun den Namen FIA-Formel-2-Meisterschaft trägt. Dort fuhr er für Campos Racing. Allerdings musste er das Cockpit bereits nach dem ersten Rennwochenende aus familiären Gründen wieder abgeben, für ihn übernahm Roberto Merhi.

## Statistik

### Karrierestationen
| - 2000–2004: Kartsport - 2005: Deutsche Formel BMW (Platz 18) - 2006: Deutsche Formel BWM (Platz 7) - 2006: US-amerikanische Formel BMW (Platz 5) - 2006: Formel Renault 2.0 Eurocup - 2007: Formel Renault 2.0 Eurocup (Platz 4) - 2007: Italienische Formel Renault (Platz 10) - 2008: Formel-3-Euroserie (Platz 20) | - 2009: Formel-3-Euroserie (Platz 10) - 2009: GP2-Serie (Platz 25) - 2009: Formel Renault 3.5 (Platz 28) - 2010: Formel Renault 3.5 (Platz 6) - 2010: GP3-Serie (Platz 9) - 2010: Auto GP (Platz 20) - 2011: GP2-Asia-Serie (Platz 4) - 2011: GP2-Serie (Platz 11) | - 2011: Formel 1 (Testfahrer) - 2012: GP2-Serie (Platz 13) - 2013: GP2-Serie (Platz 5) - 2013: Europäische Formel 3 - 2014: GP2-Serie (Platz 6) - 2014: Europäische Formel 3 - 2015: IndyCar Series (Platz 19) - 2017: Formel 2 |

### Einzelergebnisse in der GP3-Serie
| Jahr | Team          | 1   | 2   | 3   | 4   | 5   | 6   | 7   | 8   | 9   | 10  | 11  | 12  | 13  | 14  | 15  | 16  | Punkte | Rang |
| ---- | ------------- | --- | --- | --- | --- | --- | --- | --- | --- | --- | --- | --- | --- | --- | --- | --- | --- | ------ | ---- |
| 2010 | Tech 1 Racing | ESP | ESP | TUR | TUR | ESP | ESP | GBR | GBR | GER | GER | HUN | HUN | BEL | BEL | ITA | ITA | 18     | 9.   |
| 2010 | Tech 1 Racing |     |     | 24  | 14  | 10  | 6   | 10  | DNF | 5   | 3   | 3   | 4   | DNF | 24  | 16  | 20  | 18     | 9.   |

### Einzelergebnisse in der GP2-Serie / FIA-Formel-2-Meisterschaft
| Jahr | Team               | 1   | 2   | 3   | 4   | 5   | 6   | 7   | 8   | 9   | 10  | 11  | 12  | 13  | 14  | 15  | 16  | 17  | 18  | 19  | 20  | 21  | 22  | 23  | 24  | Punkte | Rang |
| ---- | ------------------ | --- | --- | --- | --- | --- | --- | --- | --- | --- | --- | --- | --- | --- | --- | --- | --- | --- | --- | --- | --- | --- | --- | --- | --- | ------ | ---- |
| 2009 | Durango            | ESP | ESP | MON | MON | TUR | TUR | GBR | GBR | GER | GER | HUN | HUN | EUR | EUR | BEL | BEL | ITA | ITA | POR | POR |     |     |     |     | 0      | 25.  |
| 2009 | Durango            |     |     |     |     |     |     |     |     |     |     |     |     | DNF | DNF | 12  | DNS | INJ | INJ |     |     |     |     |     |     | 0      | 25.  |
| 2011 | Trident Racing     | TUR | TUR | ESP | ESP | MON | MON | ESP | ESP | GBR | GBR | GER | GER | HUN | HUN | BEL | BEL | ITA | ITA |     |     |     |     |     |     | 22     | 11.  |
| 2011 | Trident Racing     | 5   | 1   | 10  | 20* | 5   | DNF | 17  | 19* | 7   | 22  | DNF | DNF | 21  | 1   | DNF | DNS | INJ | INJ |     |     |     |     |     |     | 22     | 11.  |
| 2012 | Scuderia Coloni    | MAS | MAS | BRN | BRN | BRN | BRN | ESP | ESP | MON | MON | ESP | ESP | GBR | GBR | GER | GER | HUN | HUN | BEL | BEL | ITA | ITA | SIN | SIN | 50     | 13.  |
| 2012 | Scuderia Coloni    | 5   | 23* | DNF | 23* | 21  | 18  | 3   | 8   | 10  | DNF | 9   | DNF | DNF | DNF | 20  | 19  | 10  | 9   | 20* | 8   |     |     |     |     | 50     | 13.  |
| 2012 | Rapax              |     |     |     |     |     |     |     |     |     |     |     |     |     |     |     |     |     |     |     |     | 8   | 4   | 13  | 8   | 50     | 13.  |
| 2013 | Rapax              | MAS | MAS | BRN | BRN | ESP | ESP | MON | MON | GBR | GBR | GER | GER | HUN | HUN | BEL | BEL | ITA | ITA | SIN | SIN | UAE | UAE |     |     | 135    | 5.   |
| 2013 | Rapax              | 3   | 1   | 2   | 3   | 4   | 1   | 6   | 1   | 21* | 10  | 3   | 20  | 16  | 20* | 13  | 23  | DNF | 13  | 12  | 24  | 20* | 9   |     |     | 135    | 5.   |
| 2014 | Racing Engineering | BRN | BRN | ESP | ESP | MON | MON | AUT | AUT | GBR | GBR | GER | GER | HUN | HUN | BEL | BEL | ITA | ITA | RUS | RUS | UAE | UAE |     |     | 136    | 6.   |
| 2014 | Racing Engineering | 4   | 23  | 16  | 8   | DNF | 9   | 4   | 2   | 4   | 2   | 4   | 1   | 18  | DNF | DNF | 7   | 9   | 2   | DNF | 8   | 7   | 1   |     |     | 136    | 6.   |
| 2017 | Campos Racing      | BRN | BRN | ESP | ESP | MON | MON | AZE | AZE | AUT | AUT | GBR | GBR | HUN | HUN | BEL | BEL | ITA | ITA | ESP | ESP | UAE | UAE |     |     | 0      | 27.  |
| 2017 | Campos Racing      | 16  | 15  |     |     |     |     |     |     |     |     |     |     |     |     |     |     |     |     |     |     | –   | –   |     |     | 0      | 27.  |

### Einzelergebnisse in der IndyCar Series
| Jahr | Team                 | 1   | 2   | 3   | 4   | 5   | 6    | 7   | 8   | 9   | 10  | 11  | 12  | 13  | 14  | 15  | 16  | Punkte | Rang |
| ---- | -------------------- | --- | --- | --- | --- | --- | ---- | --- | --- | --- | --- | --- | --- | --- | --- | --- | --- | ------ | ---- |
| 2015 | KV Racing Technology | STP | NOL | LBH | ALA | IMS | INDY | DET | DET | TXS | TOR | FON | MIL | IOW | MDO | POC | SNM | 203    | 19.  |
| 2015 | KV Racing Technology | 20  | 17  | 23  | 19  | 8   | 25   | 15  | 16  | 19  | 23  | 12  | 20  | 20  | 19  | 24  | 17  | 203    | 19.  |